# Place des femmes dans le théâtre nô
Le théâtre nô ou noh (能, nō) est un des styles traditionnels du théâtre japonais datant de la fin XIIIe siècle, inspiré de concepts religieux et aristocratiques de la culture japonaise et pantomime. Les acteurs y arborent des costumes somptueux et des masques. L'univers théâtral du nô est connu comme étant majoritairement masculin. La vision de la féminité qui y est présentée est pensée par les hommes et interprétée par des hommes.

## La présence de la femme

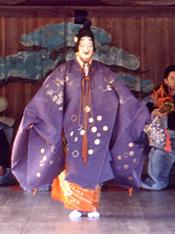

Les premières évocations concernant les actrices féminines dans le théâtre nô datent du journal Kanmon gyoki écrit par le prince Fushimi no Miya Sadafusa, en 1432, où il était mention de troupes de nô féminines itinérantes. Ces troupes ont connu une popularité durant l’ère Muromachi (1392-1573). Dans la seconde moitié de l’ère Meiji (1863-1912), le nô connut une grande popularité parmi la noblesse, tant pour l’activité d’aller voir des pièces que du côté de la pratique en tant qu’acteur. La femme, ayant une différente morphologie, une plus faible force physique et une voix plus aigüe et haut portée, il fut considéré que la femme n’était pas faite pour jouer dans le nô. Les actrices de nô étaient surtout des filles d’acteurs de nô. Tsumura Kimiko (1902-1974). Elle a été bannie de l’école Kanze, mais elle a quand même poursuivi dans le domaine jusqu’à créer sa propre troupe, Ryokusenkai, très reconnue auprès de la communauté du nô féminin. Graduellement dès 1930, grâce à des actrices comme Tsumura Kimiko et Kanze Sakon (1895-1939), les femmes ont commencé à se créer une petite place au sein du théâtre nô. La première femme autorisée à étudier pour devenir shite fut acceptée au précurseur de l’Université des Arts de Tokyo en 1939. Actuellement, environ 20 % des 1230 acteurs professionnels de rôle shite sont des femmes. Les femmes ne sont pas autorisées à interpréter les rôles de waki ou de jouer dans les interludes de ai-kyôgen puisque ces rôles masculins sont presque toujours exécutés avec des masques. Les cinq écoles de shite acceptent dorénavant les femmes, mais il n’en est pas de même pour les écoles de musique. Uzawa Hisa (1949-), une actrice de nô très prisée de notre ère a enseigné à une troupe de chœurs féminins pour le théâtre nô. Sa troupe chante accompagnement de certaines pièces en tentant de briser le tabou sur la présence des femmes dans le nô.

## L'entrainement de l'acteur

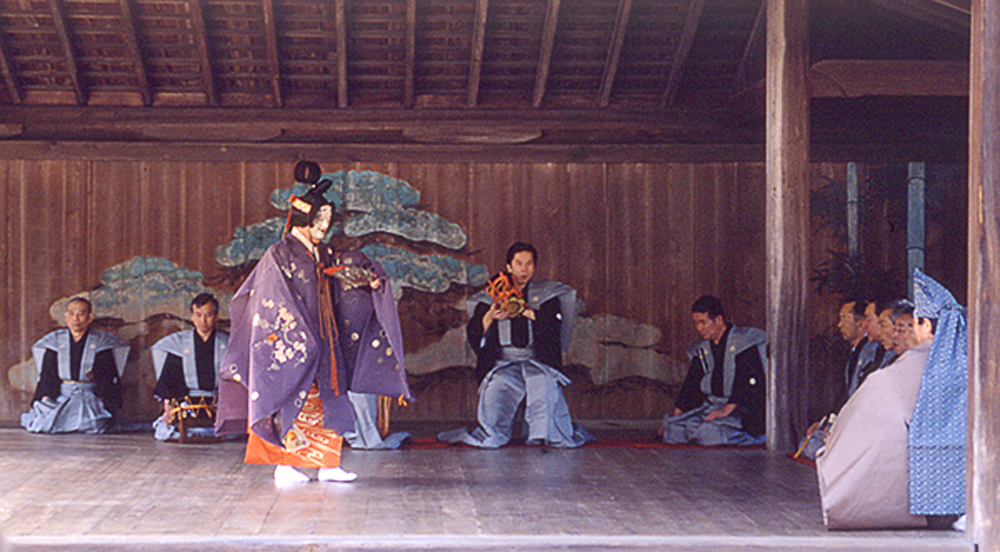

L’entraînement d’acteur de nô commence en bas âge, pouvant aller aussi bas que sept ans. À l’école de théâtre, il apprendra les textes de nô, les différents mouvements, comment construire des tsukurimono  作り物, à jouer des instruments utilisés dans le nô et aussi parfois à confectionner des masques. L’apprentissage se fera sous forme de jeu, et l’enfant n’aura pas l’impression qu’il s’agit d’une performance officielle. De plus, les entraînements incluront l’apprentissage de postures et mouvements clés, venant des traités de Zeami, comme par exemple, le kuze 曲, la scène statique. Il est également mention de l’apprentissage par l’exercice de kata abstraits et de suriashi すり足, la marche glissante. Le jeune acteur se familiarisera également avec formule jo-ha-kyu 序破急, les danses variées, les chants ainsi que le concept d’imitation, le monomane 物真似. Lorsqu'il interprète un personnage féminin, l'acteur évite d'éviter une voix féminine.
Puisque les personnages féminins sont interprétés par des acteurs masculins, un code s'est créé pour que les acteurs puissent représenter l'essence féminine sur scène. Pour représenter la femme, plusieurs règles sont respectées par l'acteur. L’acteur de doit pas trop plier les genoux ou se pencher au niveau de la taille, et ne doit pas tenir sa tête trop rigidement. Les pas doivent être un peu plus petits, puis les mouvements des bras doivent être un peu plus limités.
« To Zeami, the matter was as straightgorward as anything can be in Noh: [...] a few general rules: he must not bend too much at the waist or at the knees... He does not look like a woman when he holds his head too rigidly. Summing up, in the impersonation of women the dressing is the fundamental thing for the actor ».

## Musique
Le yowagin 弱吟, signifiant faible, est un style mélodique et conventionnel souvent utilisé pour les scènes présentant les personnages principaux féminins.

## Costumes et perruques

### Costumes

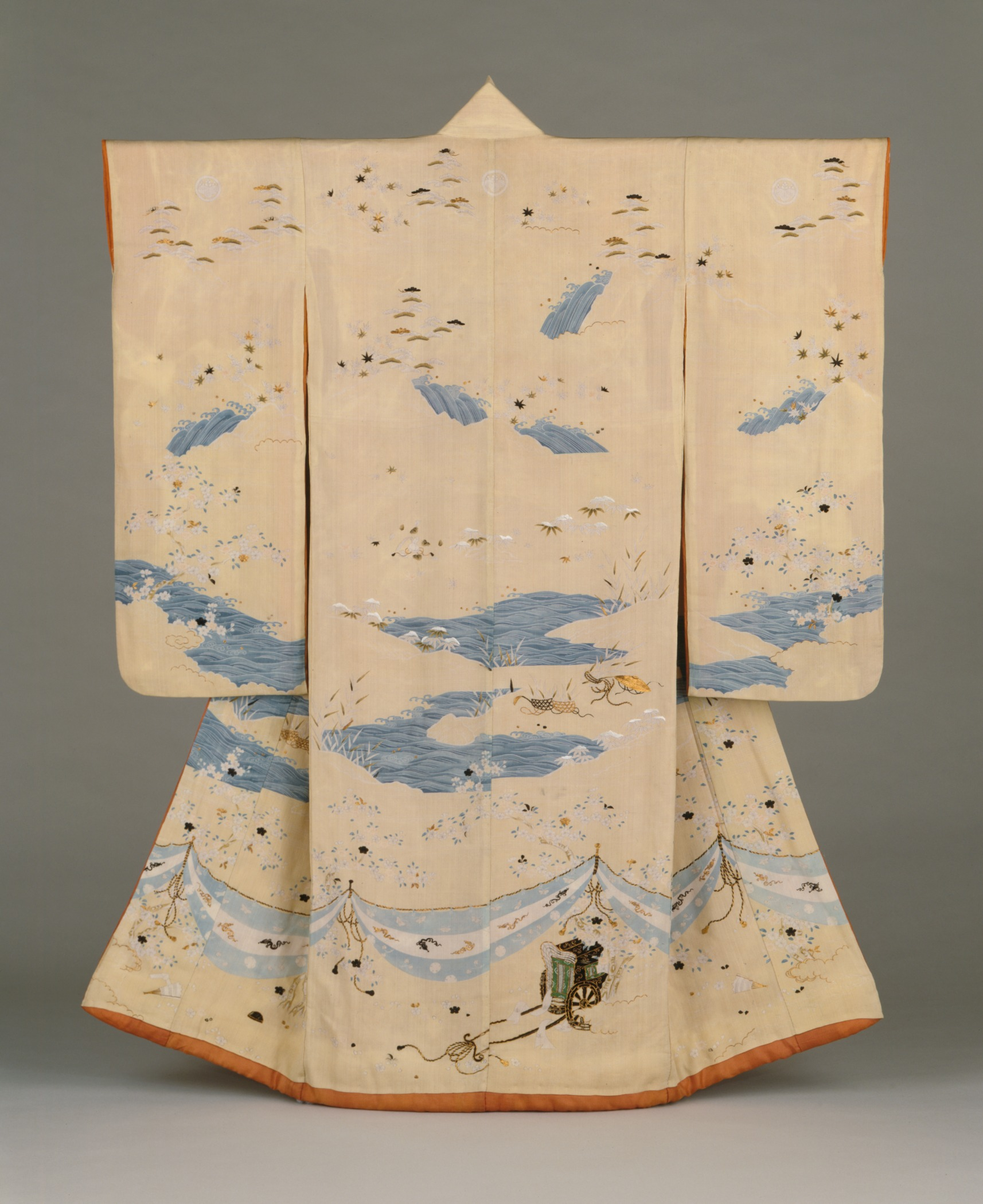

Souvent les costumes cachent les courbes et la silhouette de l'acteur, ce qui fait en sorte que l’on ne remarque plus son individualité. Le costume du shite utilise des couleurs voyantes, comparativement au costume du waki dont les couleurs sont plus ternes Certains éléments des costumes peuvent donner des indices par rapport au personnage. La façon dont est porté le costume peut également donner des indices sur le personnage. Par exemple, les femmes folles dans Semimaru et Hanjo laissent leurs manches droites tomber le long de leur épaule. « The way a costume is worn also imparts recognition. For instance, the madwoman shites of Semimaru and Hanjo let their right sleeves fall off their shoulders. »

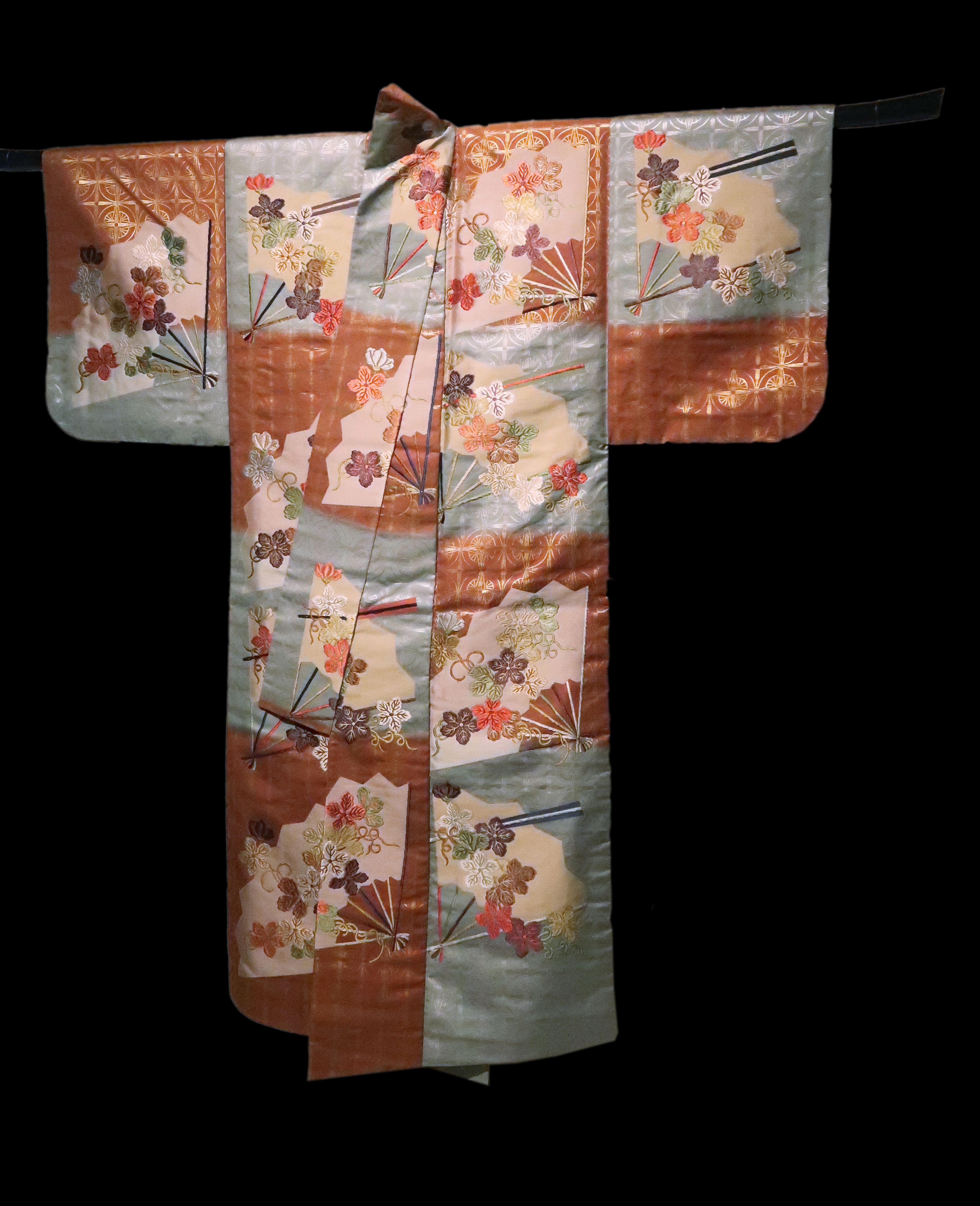

#### Surihaku摺箔,
Le dessous de robe de couleur blanche, représente la peau de la femme.

#### Iroiri色入り,
La présence de la couleur rouge sur un costume laisse savoir que le personnage est une jeune femme.

#### Ironashi色無し
L’absence de couleur rouge, signifie que le personnage n’est plus jeune.

### Perruques

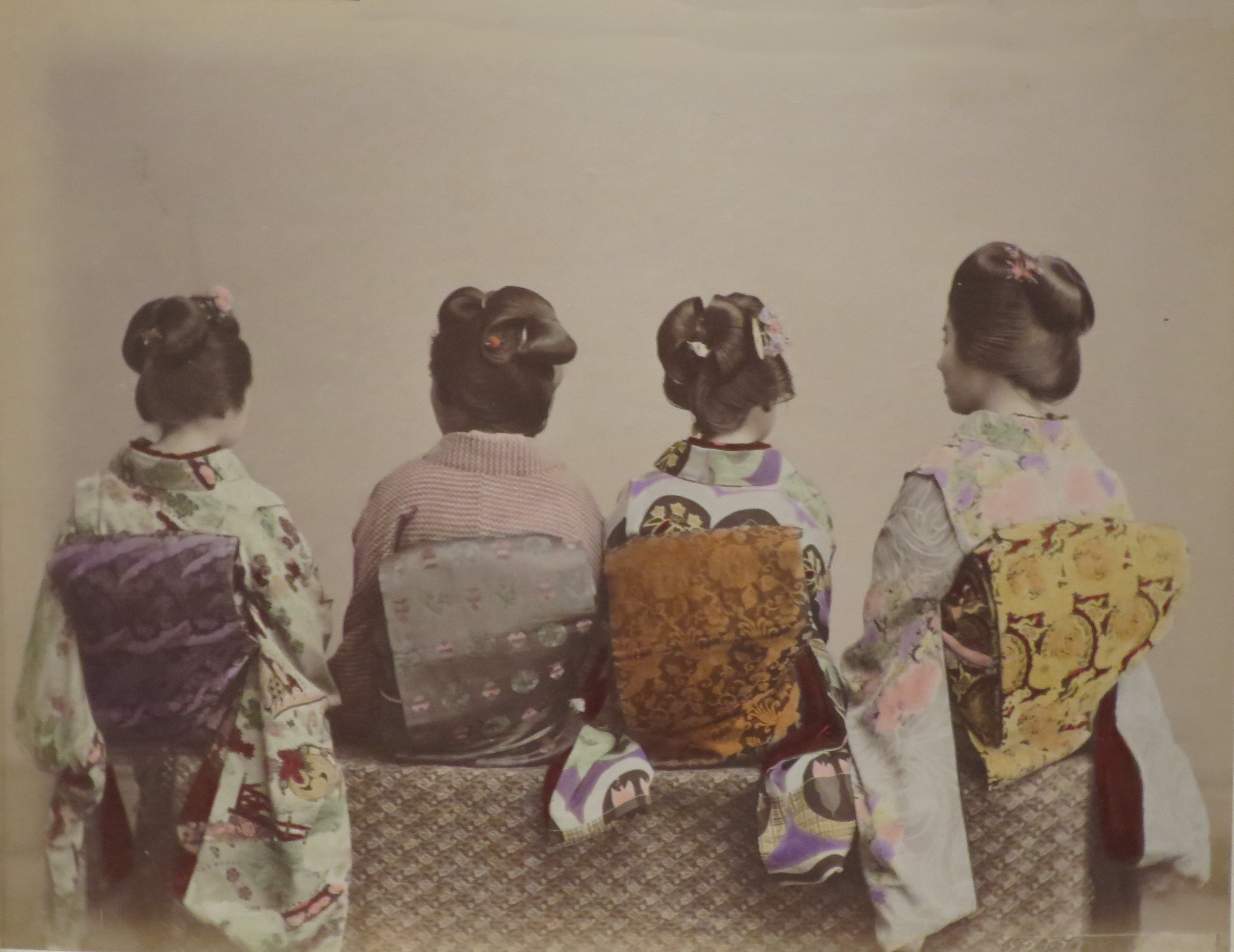

Le choix dépend de l’âge du personnage et de son statut social. Il s’agit souvent de longs cheveux attachés à une petite partie de tissus, puis nouée sur la tête de l’acteur. Les perruques vont en paire avec un masque correspondant. On peut classifier les perruques dans les pièces nô en deux types: celles qui ont les cheveux non attachés, telles que les tare et les kashira, et celles qui sont attachées et coiffées à chaque présentation, telles que les kami et les kazura.

#### Kazura
La perruque kazura est particulièrement utilisée dans le nô et est utilisée dans chaque rôle féminin. Le kazura est fait de cheveux humains, parfois de crin de cheval. Il y a deux parties brodées sur les kazura, l'une sur le front et l'autre dans la partie suspendue à l'arrière de la tête. À quelques exceptions près, la couleur de la broderie, qu'elle soit rougeâtre ou non, représente l'âge du personnage, de la même manière que les autres éléments du costume. Celui avec la couleur rougeâtre représente les rôles de jeune femme.

#### Coiffures
Plusieurs coiffures utilisées pour les perruques du théâtre nô recréait les différentes peignures traditionnelles japonaises. Notamment, le marumage, une toque traditionnellement portée par les femmes mariées au Japon, ou le shimada, surtout porté par les jeunes femmes. Les coiffures utilisées pour les perruques peuvent donner un indice sur l’âge du personnage et sur sa classe sociale.

## Masques
Les masques de nô créent de l’émotion chez les spectateurs, et exprime l'émotion du personnage malgré leur immobilité d’expression. Le choix du masque selon le rôle est un élément crucial pour les acteurs. Il existe environ soixante types principaux de masques différents et on peut compter entre quatre-cents et cinq-cents exemplaires de chaque type
On peut catégoriser les masques en cinq divisions fondamentales :
1. les masques okina
2. les masques de démon
3. les masques de personnes âgées
4. les masques d’hommes
5. les masques de femmes.

Les masques sont faits minutieusement et les deux facettes du masque sont très importantes. Le dos du masque doit être lisse pour ne pas obstruer son utilisation, ce qui primerait la qualité de la performance. Une résonance inadéquate du masque peut jouer sur la qualité de l’interprétation du personnage et empêcher l'avènement du hana 花. À l’origine, les premiers masques de théâtre nô copiaient les visages des morts. Les masques doivent être en harmonie avec le concept de yugen 幽玄, signifiant charme subtil et mystérieux. « It is common for Japanese art to imply that each social gradation is its own world, that women, for instance, may be subdivided into hyperspecific sub-types, so that geishas and prostitutes are readily distinguishable, and indeed employ different tools. »

### Ko-omote

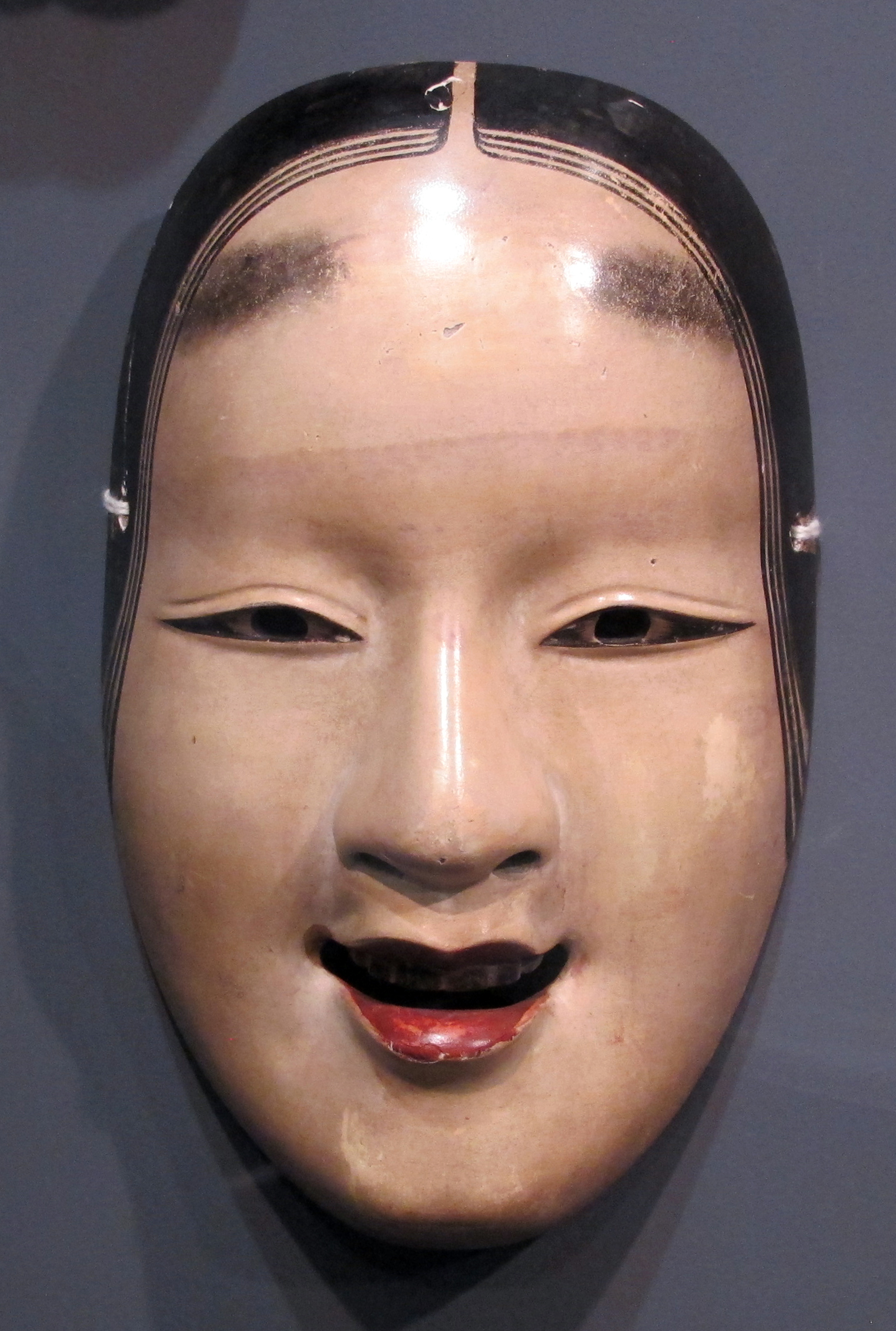
Masque ko-omote

Signifiant « petit visage », représentant comme son nom l’indique, les jeunes femmes, vierges spécifiquement, ayant entre quinze et seize ans. Sa jeunesse est représentée par des joues bien potelées, une expression calme et sereine, représentant la naïveté et la beauté de la jeunesse. Selon Zeami, pourrait être qualifié de Jibun no hana, qui signifie la fleur du moment, représentant la beauté éphémère de la jeunesse. On peut voir des fossettes près de ses lèvres, dont la lèvre inférieure est nettement plus prononcée que la lèvre supérieure. De plus, les dents du ko-omote sont noircies, comme il était coutume de faire aux jeunes femmes dans la tradition japonaise, et les sourcils sont rasés.

### Ko-hime
Signifiant « petite princesse ». Ressemble sur certains points aux masques de ko-omote. Ce masque possède des plus petits yeux que celui des ko-omote, et n’a pas de fossette près des lèvres. La lèvre supérieure et inférieure sont épaisses, contrairement au ko-omote dont seulement la lèvre inférieure est épaisse. Les yeux, le nez et le front donne une impression de noblesse plus mature que ko-omote.

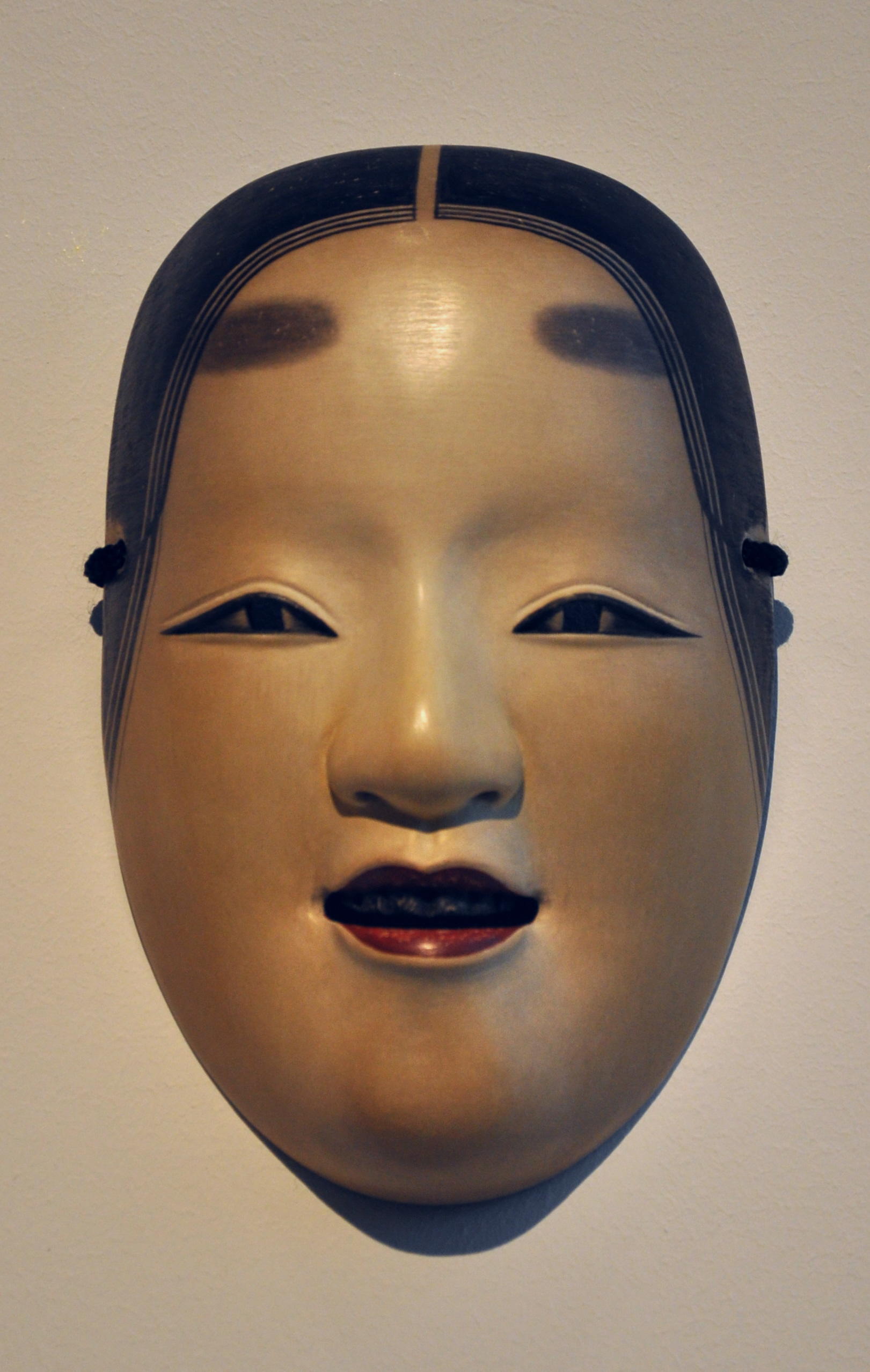
Masque manbi

### Manbi
Man signifiant « dix mille » et bi, signifiant « flatterie », la traduction directe serait donc « dix mille flatteries ». Le masque a les joues proéminentes, des sourcils épais et hauts, un large sourire et un menton large. Les yeux du manbi sont moins inclinés que ceux du ko-omote, lui donnant une impression de charme séducteur. Souvent utilisé pour les rôles de femmes se transformant en démon

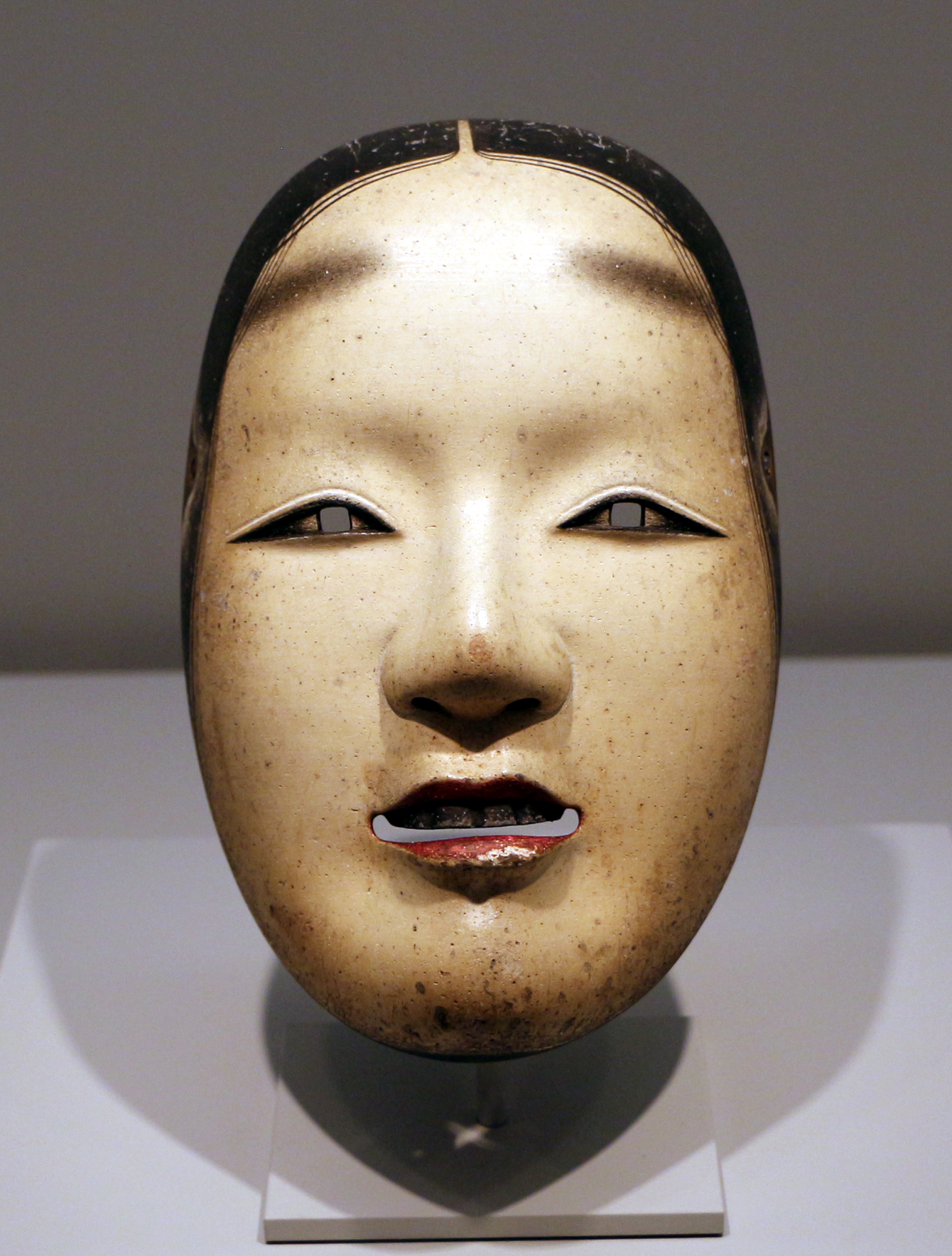
Masque waka-onna

### Waka-onna
Signifiant « jeune femme ». Il représente les jeunes femmes entre dix-sept et vingt-cinq ans. Ils ressemblent beaucoup aux masques ko-omote, mais les pommettes et les yeux sont légèrement plus haut. De plus, en le regardant de profil, on peut voir que le sourire du waka-onna est plus large que celui du ko-omote. Comparativement au ko-omote, son nez est un peu plus long et son menton, un peu plus étroit. Ces masques n’existaient pas dans le temps de Zeami, leur création date de l’ère Tokugawa et ils étaient utilisés uniquement par l’école Kanze.

### Magojiro
Signifiant « petit enfant » ou « second fils ». Une vieille légende raconte que ce masque doit son nom à un homme qui l’a créée en se rappelant les traits de sa défunte épouse. Comparativement à d’autres types de masques, ses proportions se rapprochent davantage à celles d’une vraie personne. La distance entre le nez et la bouche est plus grande que sur un masque ko-omote et le visage est plus mince et long. Le visage paraît plus tendu et la paupière d’en bas est plus courbée que sur un masque de ko-omote. Ce masque est surtout utilisé par l’école Kongo, qui l’utilise en quasi-exclusivité.

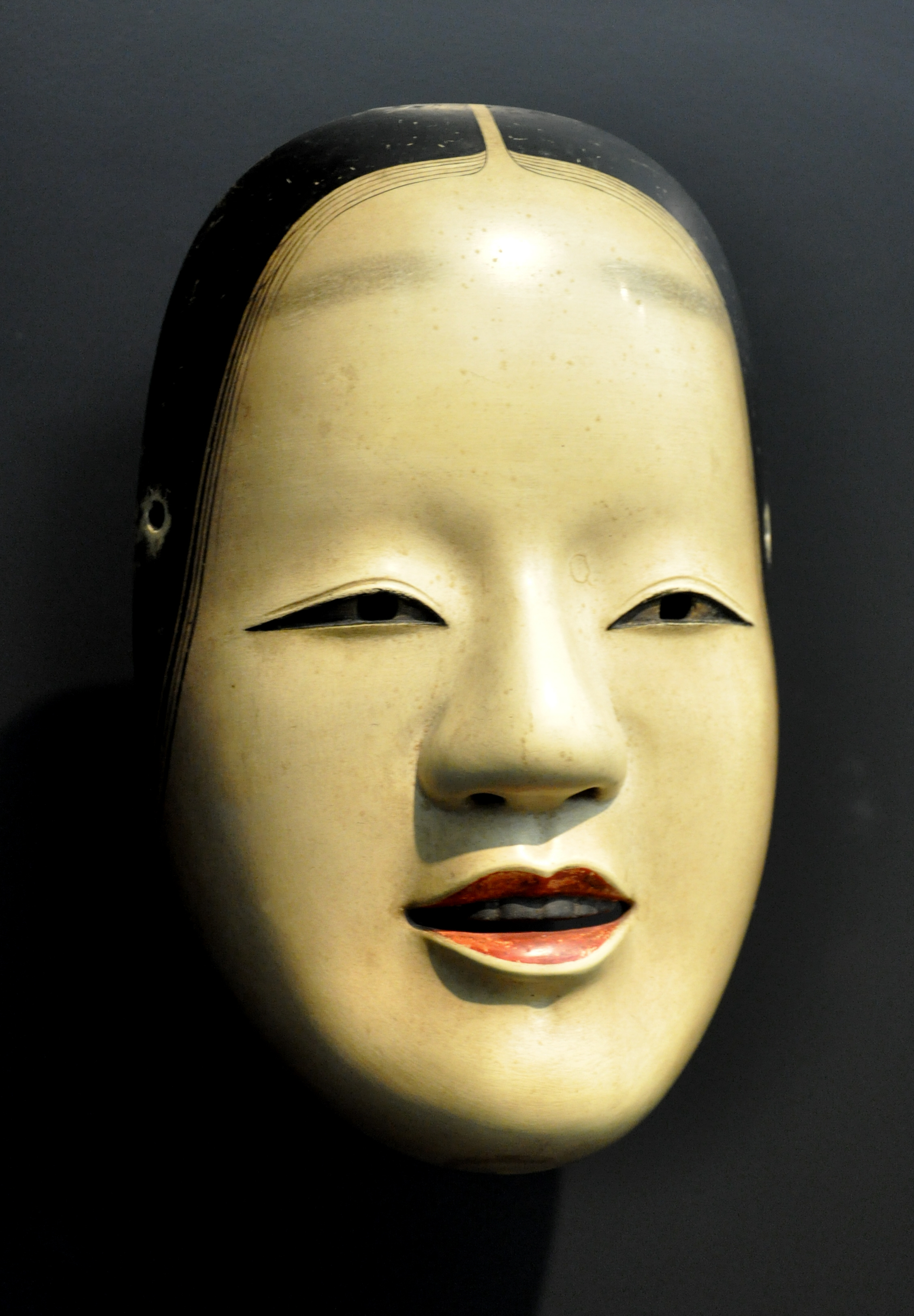
Masque zo-onna

### Zo-onna
Nommée d’après son créateur Zeami. La bouche du zo-onna est différente de celle du waka-onna. Le waka-onna sourit contrairement au zo-onna. Ce masque est souvent utilisé pour les rôles de déesses. Contrairement au ko-omote, souvent décrit comme étant chaleureux, le zo-onna semble un peu plus froid.

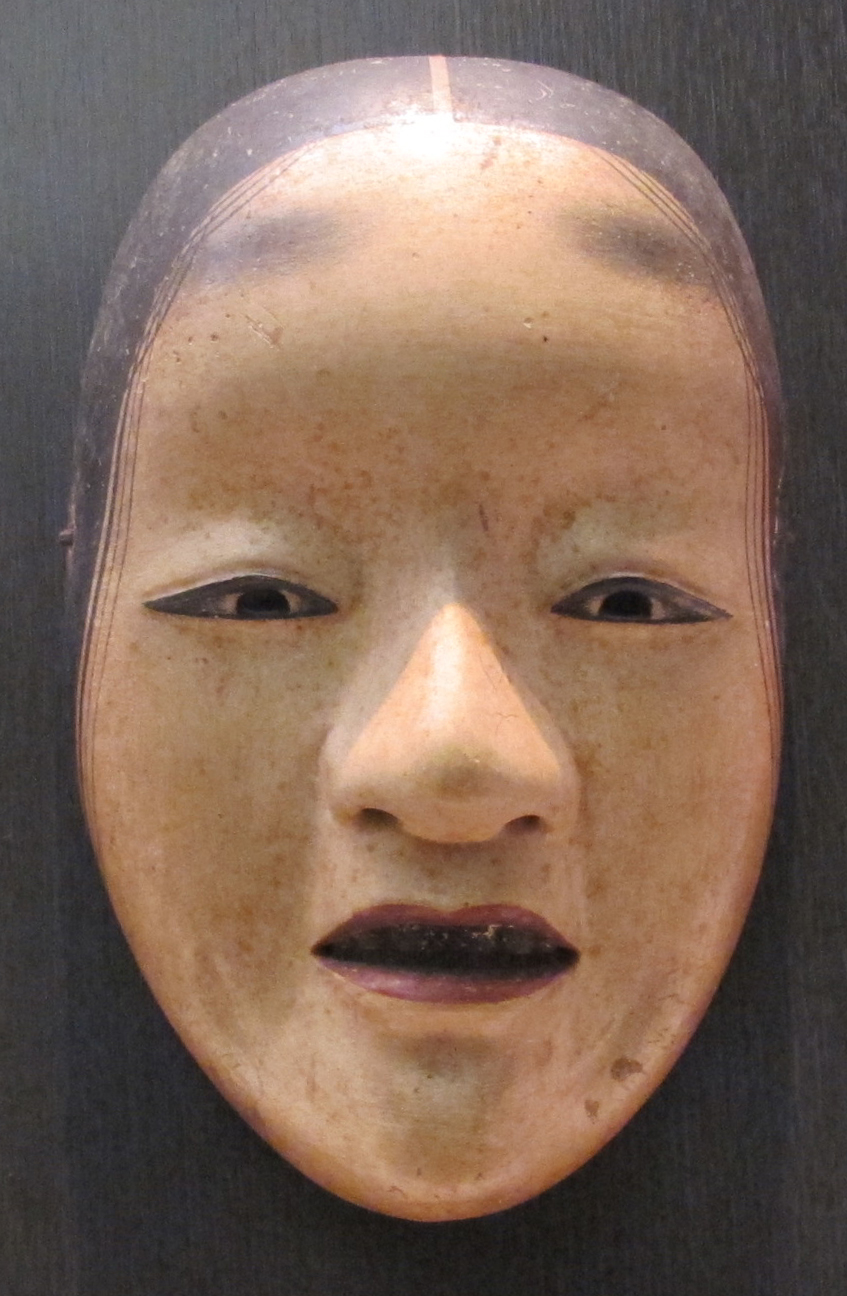
Masque shakumi

### FukaietShakumi
Ces masques sont tous deux associés aux femmes d’âge moyen, représentant les femmes de trente à quarante ans. Le shakumi a parfois les sourcils plus minces et obliques que le fukai. Les yeux du fukai sont légèrement plus étroits et un peu plus bas. Les deux masques sont très similaires, et le choix en est alors remis à la préférence de l’acteur.

### Masukami
Masu, signifiant « croître » et kami, signifiant cheveux, la traduction directe serait donc « croissance de cheveux ». Ce masque est surtout utilisé pour les personnages ayant une grande tristesse, devant subir une dure séparation. On peut constater des rides, plis et bosselures, par exemple sur le front et sous la lèvre inférieure. Néanmoins, les joues demeurent lisses. Son menton est plus aiguisé, plus pointu, puis la partie inférieure de son visage semble se rétrécir en une forme de pointe de flèche arrondie.

### Deigan

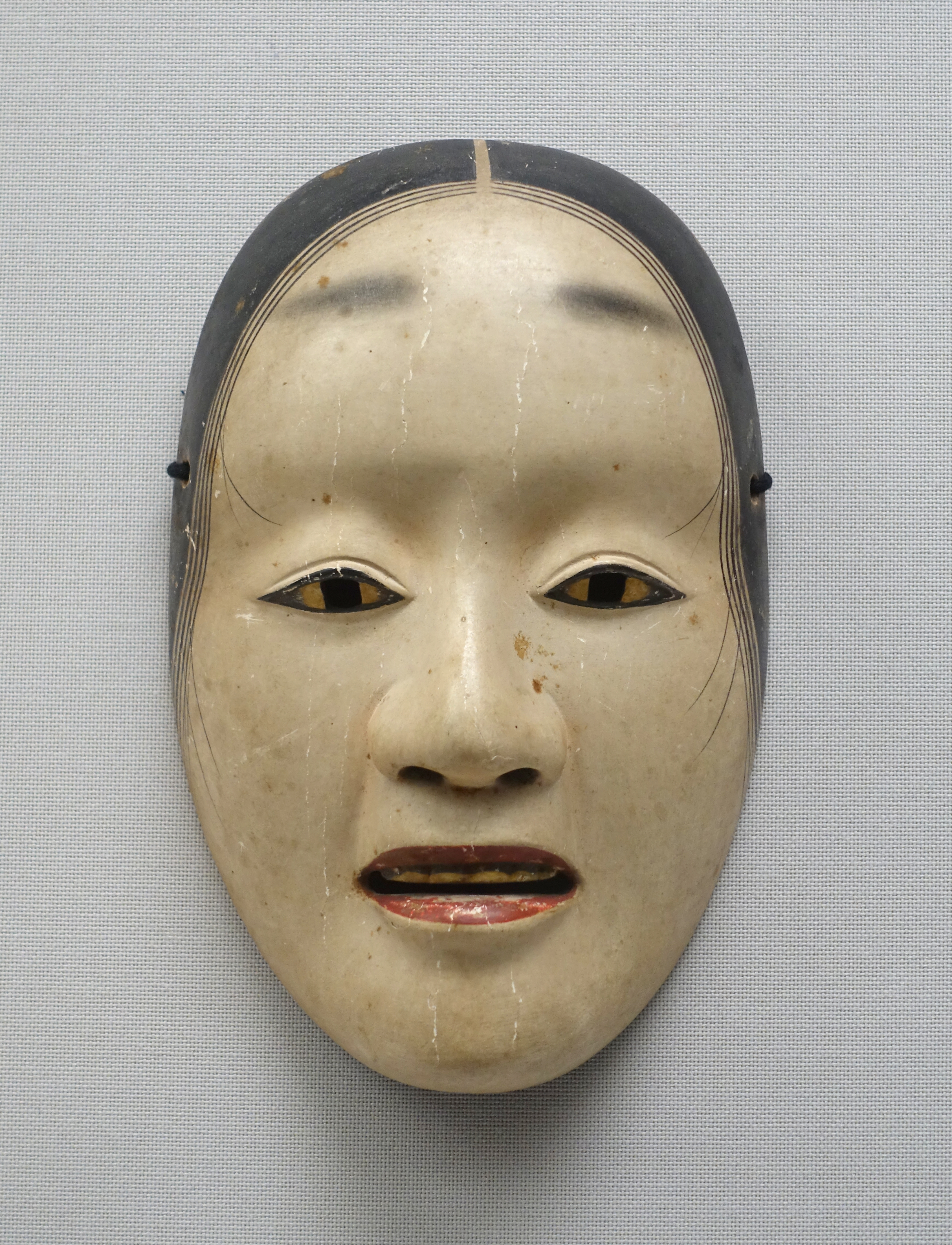
Masque Deigan

Signifiant « yeux boueux » ; l’un des traits caractéristiques qui le différencie des autres masques féminins est la couleur or dont sont peints les yeux et les dents. Souvent associée aux personnages ressentant une grande jalousie. On peut remarquer une expression réservée qui peut être bonne ou mauvaise dépendamment de la pièce dans laquelle elle apparaît. La bouche est courbée vers le bas du visage, lui donnant un air insatisfait et concentré.

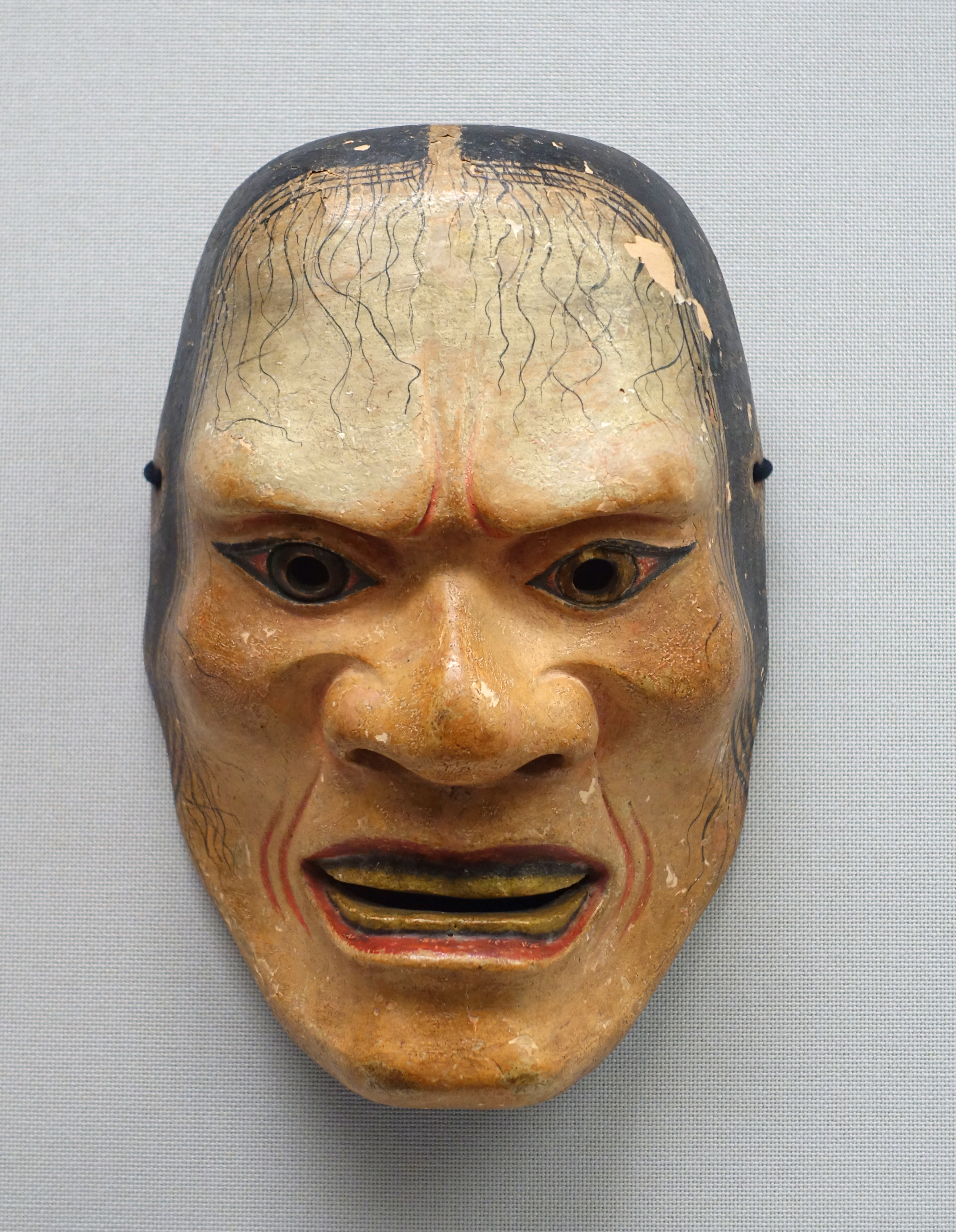
Masque hashihime

### Hashihime
Signifiant « princesse du pont » et représentant, tout comme le deigan, une femme jalouse. Contrairement au deigan, qui garde ses tourments dans son esprit, le hashihime les extériorise. Ses pommettes sont proéminentes et ses yeux et dents sont dorées comme pour le masque deigan. Il a un air en colère et des rides et plis sur le front et de chaque côté de la bouche. Les yeux partent souvent en pointe vers chaque côté du visage. On peut également voir des petites mèches de cheveux allant sur son front et sur les côtés de son visage. La plupart des masques hashihime sont assez différents les uns des autres, il n’y a donc pas un standard fixe pour ceux-ci.